# 洛爾巴赫河 (洛爾河支流)
50°6′2.38″N 9°27′35.89″E / 50.1006611°N 9.4599694°E

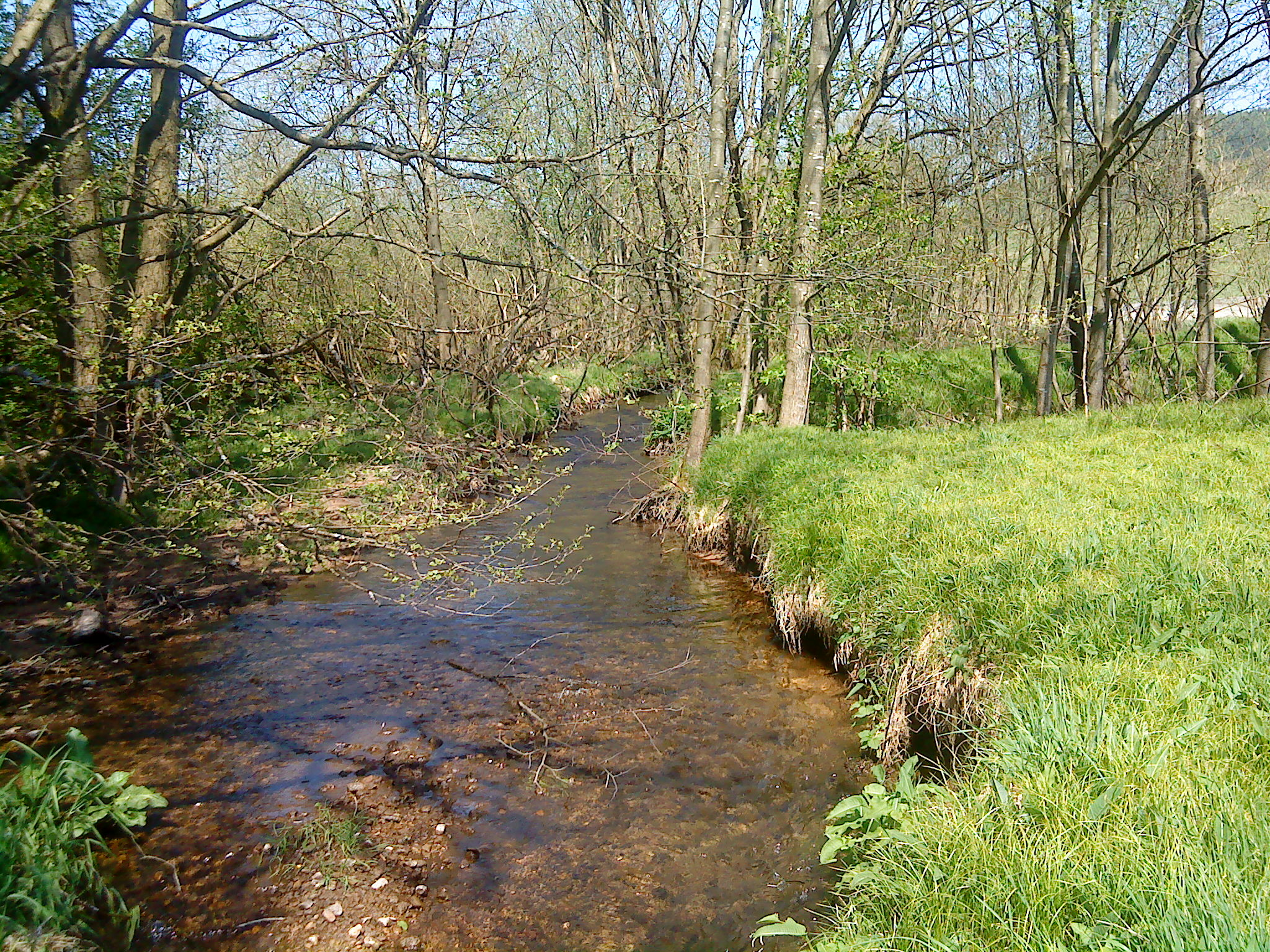
洛爾巴赫河（洛爾河支流）

洛爾巴赫河（德語：Lohrbach），是德國的河流，位於該國中部，由黑森州負責管轄，屬於洛爾河的左支流，河道全長4.5公里，流域面積18.7平方公里，發源自弗勒斯巴赫塔爾。